# Новосельцев, Борис Федотович
Борис Федотович Новосельцев (27 октября 1948, Омская область) — российский государственный деятель, учёный, заместитель Министра транспорта Российской Федерации (1999—2004), ректор Московской государственной академии водного транспорта (2007—2010), действительный государственный советник Российской Федерации 2 класса, заслуженный работник транспорта Российской Федерации.

## Биография
Родился 27 октября 1948 года в городе Тюкалинск Омской области.
В 1975 году окончил Ленинградский кораблестроительный институт (ныне — Санкт-Петербургский государственный морской технический университет). После службы в Вооружённых Силах СССР в 1976 году начал трудовую деятельность инженером-конструктором на Московском судостроительном и судоремонтном заводе (МССЗ). Непосредственно участвовал в разработке документации и строительстве серии пассажирских судов проектов Р-51Э и Р-83 для речного флота страны.
В 1980—1984 годах — заместитель директора МССЗ. Отвечал за реконструкцию завода, строительство жилья и объектов социальной сферы.
В 1984—1986 годах — начальник Хозяйственного управления, а в 1986—1990 годах — начальник Главного управления капитального строительства (ГУКС) Министерства речного флота (Минречфлот) РСФСР.
Возглавляя ГУКС Минречфлота, непосредственно организовывал строительство портов Сергино, Надым, Уренгой, Лабытнанги в период освоения нефтегазового комплекса Западной Сибири, 3-й и 4-й очередей Осетровского речного порта, порта Важины. В этот период были начаты работы по замене насосных агрегатов на канале имени Москвы, осуществлено строительство второй нитки Шекснинского шлюза Волго-Балтийского водного пути. Тогда же начато возведение нового учебно-лабораторного корпуса Московского института инженеров водного транспорта.
После упразднения Минречфлота РСФСР и создания в июле 1990 года Российского государственного концерна речного флота (Росречфлот) до 1992 года являлся директором Центра инвестиций и социального развития Росречфлота, а в 1992—1995 годах — вице-президентом АООТ «Российский речной флот».
В 1995—1996 годах — заместитель директора Департамента речного транспорта Министерства транспорта Российской Федерации (Минтранса России). В июне — декабре 1996 года — заместитель директора Федеральной службы речного флота России.
Однако уже в августе 1996 года недавно созданная в структуре Минтранса России Федеральная служба речного флота Указом Президента Российской Федерации была упразднена с передачей своих функций обратно Минтрансу России.
В 1996—1997 годах — руководитель Департамента экономических реформ, а в 1997—1999 годах — руководитель Департамента инвестиционной политики и программ развития Минтранса России. 28 января 1997 года был утвержден членом коллегии Министерства.
С 13 октября 1999 по 6 ноября 2004 года — заместитель Министра транспорта Российской Федерации.
В рамках своих должностных обязанностей непосредственно координировал и контролировал деятельность следующих подразделений центрального аппарата Минтранса России: Департамента экономики и транспортной политики: Департамента финансов; Департамента инвестиционной политики и программ развития, Департамента государственного имущества на транспорте.
Отвечал за разработку Федеральной целевой программы «Модернизация транспортной системы России на 2002—2010 годы» и её реализацию. Возглавлял работу по подготовке решений по организации строительства морских портов Приморск, Усть-Луга и второй нитки шлюза Кочетовского гидроузла на реке Дон. Непосредственно участвовал в разработке Концепции судоходной политики Российской Федерации, одобренной Правительством Российской Федерации в июне 2002 года. В 2003 году возглавлял редакционную группу Государственного Совета по разработке проекта Транспортной стратегии России на период до 2020 года.
В отсутствие Министра транспорта С. О. Франка и его первого заместителя А. П. Насонова неоднократно исполнял обязанности Министра.
После ухода на пенсию заместителя Министра транспорта Российской Федерации Н. Г. Смирнова приказом Министра на Б. Ф. Новосельцева с февраля 2004 года было возложено исполнение обязанностей руководителя отраслевого блока Минтранса России — Государственной службы речного флота (Росречфлот), включавшей в себя следующие подразделения центрального аппарата Минтранса России: Департамент внутренних водных путей, Департамент регулирования производственной деятельности речного транспорта, Управление персонала и учебных заведений речного транспорта, Управление экономики и прогнозирования речного транспорта. Однако руководителем речной отрасли Борис Федотович так и не стал. Указом Президента Российской Федерации от 9 марта 2004 года № 314 Министерство транспорта Российской Федерации было упразднено и вошло в состав образованного Министерства транспорта и связи Российской Федерации. Председателем ликвидационной комиссии упразднённого Минтранса России был назначен Б. Ф. Новосельцев.
Спустя всего 2 месяца, в мае 2004 года, созданное Министерство транспорта и связи Российской Федерации было разделено на Министерство транспорта Российской Федерации и Министерство информационных технологий и связи Российской Федерации. При этом ликвидация «старого» Министерства транспорта продолжалась.
По завершении работы ликвидационной комиссии и в связи с упразднением Министерства транспорта Российской Федерации в ноябре 2004 года был освобождён от должности заместителя Министра.
С ноября 2004 по сентябрь 2005 года — заместитель руководителя Федерального агентства морского и речного транспорта.
С сентября 2005 года по сентябрь 2007 года — директор Департамента управления кадрами и сопровождения специальных программ (ДУКССП) Минтранса России, член коллегии Министерства.
Работая на этом посту, непосредственно участвовал в подготовке Федерального закона «О транспортной безопасности», принятого 9 февраля 2007 года. Под его руководством организована подготовка нормативной базы по категорированию и оценке уязвимости объектов транспортного комплекса. В 2006 году непосредственно отвечал за разработку транспортных разделов и выполнение мероприятий Государственной программы по оказанию содействия добровольному переселению в Российскую Федерацию соотечественников, проживающих за рубежом, утвержденной Указом Президента Российской Федерации от 22.06.2006 № 687. Под его руководством Департаментом были разработаны проекты федеральных законов «Устав о дисциплине работников морского транспорта» и «Устав о дисциплине работников внутреннего водного транспорта».
От занимаемой должности был освобождён в связи организационно-штатными мероприятиями, связанными с реформированием ДУКССП, подразделения которого были включены в состав вновь образованных Административного департамента и Департамента транспортной безопасности и специальных программ.
В 2007—2010 годах — ректор Московской государственной академии водного транспорта (ныне — МГАВТ — филиал ГУМРФ имени адмирала С. О. Макарова).
До назначения ректором более 10 лет вел преподавательскую работу в МГАВТ. Автор большого количества публикаций по вопросам управления и экономики транспорта. Подготовил двух кандидатов экономических наук. Проработав 3 года в должности ректора, ушёл в отставку по собственному желанию.
Уйдя с поста ректора МГАВТ, вернулся на МССЗ, где четверть века назад начинал свою карьеру. В течение нескольких лет проработал коммерческим директором АО «МССЗ».
Живёт в Москве.
Кандидат экономических наук.

## Квалификационные разряды (классные чины)
- Действительный государственный советник Российской Федерации 3 класса (03.03.1999)[4];
- Действительный государственный советник Российской Федерации 2 класса (05.09.2002)[5].

## Награды
- Медали Российской Федерации
- Медаль «За заслуги в развитии транспортного комплекса России» (2005)[6]
- Медаль Павла Мельникова[7]
- Заслуженный работник транспорта Российской Федерации (14 июля 2007)[8]
- Почётная грамота Правительства Российской Федерации (19 октября 1998)[9] — за большой личный вклад в развитие транспортного комплекса России и многолетний добросовестный труд
- Благодарность Правительства Российской Федерации (27 октября 2008)[10] — за большой личный вклад в развитие морского и речного транспорта и плодотворную работу по подготовке высококвалифицированных специалистов
- Юбилейный нагрудный знак «В память 200-летия Управления водяными и сухопутными сообщениями» (2009)[11]
- Юбилейный нагрудный знак «200 лет транспортному образованию России» (2009)[12]
- знак «За содействие МВД» (2008)